# Кори Брокен
Кори Брокен (хол. Corry Brokken; Бреда, 3. децембар 1932 — Ларен, 31. мај 2016) била је холандска певачица. Позната је као трострука учесница Песме Евровизије и као победница Песме Евровизије 1957. године са песмом "Net als toen".

## Биографија
Учествовала је на Песми Евровизије 1956. године са песмом "Voorgoed voorbij". Самим тим била је друга представница Холандије икада на Песми Евровизије (прва је била Јети Перл исте године, јер је 1956. свака држава слала две песме). Њен резултат из 1956. је остао непознат јер је објављен само победник.
1957. године се враћа на такмичење са песмом "Net als toen". Музику је написао Гус Јансен, а текст Вили ван Хемерт. Са песмом "Net als toen" победила је на Песми Евровизије 1957. са 31 освојеним бодом. Тиме је постала друга победница Песме Евровизије и прва холандска победница Песме Евровизије. Такође је учествовала на Песми Евровизије 1958. године у Хилверсуму са песмом "Heel de wereld". На домаћем терену је поделила задње место (са једним освојеним бодом) са представницом Лукесмбурга Соланж Бери. У књизи Џона Кенедија Оконора "The Eurovision Song Contest - The Official History", наводи се да је Брокен једина певачица која је победила на Песми Евровизије и била задња.
Брокен је била једна од најпопуларнијих певачица 1950-их и 1960-их година. У том периоду је објавила многе песме попут Waarom?, Milord, Een Huis Is Nog Geen Thuis, La Mamma и Ballade Van De Gevangene.
1976. Брокен је била водитељица Песме Евровизије 1976. године која је одржана у Хагу, док је 1997. била холандски "spokeperson" на Евровизији. До тада више није била активна као певачица: музичку каријеру је завршила 1976. године, да би студирала право; постала је прво адвокат, а затим судија у Хертогенбосу. Деведестеих година је снимила један албум и објавила је колумну у часопису "Margriet".

## Смрт
Умрла је у Ларену 31. маја 2016. године.